# Tokutaro Ukon
Tokutaro Ukon (右近 徳太郎, Ukon Tokutaro, Hyogo, 23 september 1913 – Bougainville, Maart 1944) was een Japans voetballer die als verdediger speelde.

## Clubcarrière
Ukon speelde voor Keio BRB en Kobe Club. Ukon veroverde er in 1932 de Beker van de keizer.

## Japans voetbalelftal
Tokutaro Ukon maakte op 15 mei 1934 zijn debuut in het Japans voetbalelftal tijdens een Spelen van het Verre Oosten tegen Filipijnen. Tokutaro Ukon debuteerde in 1934 in het Japans nationaal elftal en speelde 5 interlands, waarin hij 1 keer scoorde.

## Statistieken
| Japans voetbalelftal | Japans voetbalelftal | Japans voetbalelftal |
| Jaar                 | Wed.                 | Dlp.                 |
| -------------------- | -------------------- | -------------------- |
| 1934                 | 2                    | 0                    |
| 1935                 | 0                    | 0                    |
| 1936                 | 2                    | 1                    |
| 1937                 | 0                    | 0                    |
| 1938                 | 0                    | 0                    |
| 1939                 | 0                    | 0                    |
| 1940                 | 1                    | 0                    |
| Totaal               | 5                    | 1                    |